# Schedostauropus geminisigna
Schedostauropus geminisigna är en fjärilsart som beskrevs av M.Gaede 1928. Schedostauropus geminisigna ingår i släktet Schedostauropus och familjen tandspinnare. Inga underarter finns listade.